# Guamá (tiểu vùng)
Guamá là một tiểu vùng thuộc bang Pará, Brasil. Tiều vùng này có diện tích 28214 km², dân số năm 2007 là 362539 người.